# Agna
Agna este un oraș din provincia Padova, regiunea Veneto, în nordul Italiei.

## Demografie
Agna - evoluția demografică

|  | Graficele sunt indisponibile din cauza unor probleme tehnice. Mai multe informații se găsesc la Phabricator și la wiki-ul MediaWiki. |

Date: Recensăminte sau birourile de statistică - grafică realizată de Wikipedia